# Пол Анка
Пол Анка (англ. Paul Albert Anka; 30 липня 1941, Оттава, Канада) — американо-канадський автор-виконавець ліванського походження, зірка естрадного рок-н-ролу і кумир підлітків 1950-х років, який прославився хітами «Diana», «Lonely Boy» і «You Are My Destiny».

## Біографія
Пол Анка народився 30 липня 1941 року в Канаді. Анка почав виступати на естраді з десяти років. У 1956 році спробував щастя в Голлівуді, але не сподобався, хоча зумів записати пісню, яка один раз навіть прозвучала на місцевому радіо. Потім співав у нічному барі, а в 1957 році посів перше місце в конкурсі молодих співаків — призом була поїздка до Нью-Йорку і запис будь-якої пісні, за бажанням переможця. Анка заспівав свою пісню «Diana», і вона стала хітом № 1. 
Починаючи з 1962 року, він виходить на міжнародну естраду, його записують у Франції, Італії, Великій Британії. Пол Анка написав понад 400 пісень, багато з яких увійшли до репертуару відомих виконавців: «My Way» співав Френк Сінатра («Терпіти не можу Пола Анку, — говорив Сінатра, — але не співати „My Way“ не можу»), «She's The Lady» — Том Джонс. Він — автор музики до фільму «Найдовший день», постановник декількох бродвейських мюзиклів, у тому числі гучного «Нічного шоу». Понад 40 його пісень посідали в різний час перші місця в найпрестижніших хіт-парадах. У 1978 році Пол Анка записав останню платівку «Listen to Your Heart» і закінчив виступи на естраді, проте продовжує писати музику та іноді дає концерти.

## Дискографія

### Альбоми
- Paul Anka, Buddah, 1971.
- Jubilation, Buddah, 1972.
- Anka, United Artists, 1974.
- Feelings, United Artists, 1975.
- Times of Your Life, United Artists, 1975.
- The Painter, United Artists, 1976.
- The Music Man, United Artists, 1977

### Сингли
- Diana (1957)
- I Love You, Baby (1957)
- Crazy Love (1958)
- You Are My Destiny (1958)
- Let the Bells Keep Ringing (1958)
- Midnight (1958)
- Just Young (1958).
- All of a Sudden My Heart Sings (1958)
- I Miss You So (1959).
- Put Your Head on My Shoulder (1959)
- It's Time to Cry (1959)
- Lonely Boy (1959)
- I Miss You So (1959)
- (All of A Sudden) My Heart Sings (1959)
- Put Your Head on My Shoulder (1959)
- Puppy Love (1960)
- My Home Town, 1960.
- Something Happened, 1960.
- Hello, Young Lovers, 1960.
- I Love You in the Same Old Way, 1960.
- Summer's Gone, 1960.
- Tonight My Love, Tonight (1961)
- The Story of My Love, 1961.
- Dance On, Little Girl, 1961.
- Kissin' on the Phone, 1961.
- Cinderella, 1961.
- Love Me Warm and Tender, 1962.
- A Steel Guitar and a Glass of Wine, 1962.
- Every Night, 1962.
- Eso Beso (That Kiss) (1962)
- Love Makes the World Go 'Round, 1963.
- Remember Diana, 1963.
- Hello, Jim, 1963.
- Did You Have a Happy Birthday?, 1963.
- Do I Love You (1972)
- (You're) Having My Baby (1974) — дуэт з Одией Коутс
- I Don't Like to Sleep Alone (1974) — з О. Коутс
- One Man Woman/One Woman Man (1974) — з О. Коутс
- Times of Your Life (1975)
- Feelings (1975)
- The Painter (1977)
- The Music Man (1977)
- Walk a Fine Line (1983)
- It's Hard to Say Goodbye (1986) — дуэт з Реджиной Веласкес
- Somebody Loves You (1989)
- It's Hard to Say Goodbye (1998)
- Rock Swings (2005)